# Soeripto
Soeripto (EYD: Suripto; 18 tháng 11 năm 1934 – 7 tháng 1 năm 2010) là một sĩ quan quân đội người Indonesia. Ông là chỉ huy Bộ Tư lệnh Dự trữ Chiến lược Lục quân (Kostrad) và Quân khu Bukit Barisan, ông từng là Thống đốc Riau từ năm 1988 đến 1998.

## Đầu đời
Soeripto sinh ngày 18 tháng 11 năm 1934 tại huyện Temanggung. Ông hoàn thành bậc trung học năm 1956, sau đó tuyển quân vào Học viện Quân sự Indonesia ở Magelang, ông tốt nghiệp năm 1960.

## Sự nghiệp

### Quân đội
Sau khi tốt nghiệp từ học viện, Soeripto lần đầu chỉ huy một trung đội trong Quân khu Diponegoro. Năm 1965, ông chuyển đến Quân khu Jayakarta, từng bước thăng cấp cho đến khi trở thành chỉ huy quân khu Bắc Jakarta vào năm 1973, cùng năm ông tuyển quân vào Trường Chỉ huy và Tham mưu Lục quân với quân hàm trung tá. Sau đó ông chuyển sang tình báo quân sự và quan hệ công chúng, làm trợ lý tình báo cho các chỉ huy của Quân khu Cenderawasih, Quân khu Siliwangi và Tư lệnh Phòng thủ Sumatra, ngoài ra ông trở thành phó trưởng ngành thông tin lục quân vào năm 1977.
Năm 1982, Soeripto được bổ nhiệm chức vụ tham mưu trưởng Bộ Tư lệnh Dự trữ Chiến lược Lục quân (Kostrad). Ông tiếp tục được bổ nhiệm chỉ huy Quân khu Bukit Barisan vào năm 1983, khắp các tỉnh Bắc Sumatra, Tây Sumatra và Riau. Ông sau đó được bổ nhiệm làm Tư lệnh Kostrad vào ngày 30 tháng 1 năm 1986 với quân hàm thiếu tướng, phục vụ đến ngày 21 tháng 1 năm 1987. Ông giải ngũ ngày 12 tháng 11 năm 1989. Sau khi nghỉ hưu, ông được thăng quân hàm trung tướng vào ngày 1 tháng 9 năm 1997.

### Thống đốc
Soeripto được bổ nhiệm làm người đại diện lực lượng vũ trang trong Hội đồng Đại diện Nhân dân vào năm 1987. Ngày 30 tháng 11 năm 1988, Soeripto được cơ quan lập pháp tỉnh bầu làm thống đốc Riau, chiến thắng với 35 trên 45 phiếu bầu. Ông chính thức bổ nhiệm làm thống đốc vào ngày 10 tháng 12.
Trong nhiệm kỳ 10 năm thống đốc, Soeripto được coi là cha đẻ phát triển các phương tiện truyền thông đại chúng của tỉnh. Khi ông nhậm chức, không có nhật báo nào trong tỉnh, Soeripto đã thực hiện từng bước hỗ trợ giáo dục báo chí, bao gồm việc tham gia phát triển một trong những tờ nhật báo đầu tiên của tỉnh Riau Pos. Ông kết thúc nhiệm kỳ vào ngày 21 tháng 11 năm 1998 và kế nhiệm bởi Saleh Djasit.

## Qua đời
Soeripto qua đời vào ngày 7 tháng 1 năm 2010, ở tuổi 75 sau khi đột ngột ngã quỵ trong phòng tắm. Ông được đưa đến bệnh viện ngay lập tức, nhưng đã qua đời trước khi đến bệnh viện. Ông được an táng vào ngày hôm sau tại Nghĩa trang Anh hùng Kalibata.